# Římskokatolická farnost Zlobice
Římskokatolická farnost Zlobice je územní společenství římských katolíků s farním kostelem svatého Cyrila a Metoděje v děkanátu Kroměříž.

## Historie farnosti
První písemná zmínka o obci pochází z roku 1078. 

## Duchovní správci
Současným administrátorem excurrendo je od července 2015 R. D. Mgr. ICLIc. Jan Kulíšek.

## Bohoslužby
| Kostel                    | Místo   | Bohoslužba (den) | Hodina | Poznámka     |
| ------------------------- | ------- | ---------------- | ------ | ------------ |
| svatého Cyrila a Metoděje | Zlobice | neděle           | 8.00   | farní kostel |

## Aktivity ve farnosti
Ve farnosti se pravidelně koná tříkrálová sbírka.